# Скитер Дэвис
Скитер Дэвис (англ. Skeeter Davis, наст. имя: Mary Frances Penick; 30 декабря 1931 — 19 сентября 2004) — американская певица в стиле кантри.
Музыкальный сайт AllMusic кратко характеризует Дэвис как певицу, «со своим классическим хитом „The End of the World“ практически изобретшую [музыкальный жанр] поп-кантри». В 1963 году эта песня достигла 2 места в США в Billboard Hot 100, а также в том же «Билборде» высоких мест сразу в нескольких жанровых чартах: 2 места кантри-чарте, 4 места в ритм-н-блюзовом чарте и 1 места в adult contemporary-чарте.
Как пишет AllMusic, «Скитер Дэвис никогда не пользовалась большим вниманием критиков, но в 1950-е и 60-е годы она записала кое-что из наиболее доступной кроссоверной [примечание: популярной сразу в нескольких жанровых чартах, то есть среди любителей музыки различных жанров] кантри-музыки, иногда на грани рок-н-ролла».

## Дискография
- См. статью «Skeeter Davis discography» в английском разделе.